# هشام شعبان (دراج)
هشام شعبان (بالإنجليزية: Hichem Chaabane)‏‏ (10 أغسطس 1988 في البليدة - ) دراج طريق من الجزائر. مثل بلاده الجزائر في دورة الألعاب الأولمبية الصيفية لعام 2008. ينافس مع فريق "Vélo Club Sovac" المحترف لركوب الدراجات منذ عام 2012.

## روابط خارجية
- هشام شعبان على موقع الاتحاد الدولي للدراجات (الإنجليزية)
- هشام شعبان على موقع أرشيف الدراجات (الإنجليزية)
- هشام شعبان على موقع إحصائيات الدراجات الإحترافية (الإنجليزية)
- هشام شعبان على موقع نسبة الدراجات (الإنجليزية)
- هشام شعبان على موقع أوليمبيديا (الإنجليزية)